# 马尔利港
马尔利港（法語：Le Port-Marly，法語發音：[lə pɔʁ maʁli]）是法国中北部法兰西岛大区伊夫林省的一个市镇，属于圣日耳曼昂莱区。 

## 地理
马尔利港（48°52'45"N, 2°6'35"E）面积1.44 平方千米，位于法国法蘭西島大區伊夫林省，该省份为法国北部内陆省份，北起瓦兹河谷省，西接厄尔省，西南接厄尔-卢瓦省，东南接埃松省，东临上塞纳省。
与马尔利港接壤的市镇（或旧市镇、城区）包括：塞纳河畔克鲁瓦西、卢沃谢讷、马尔利勒鲁瓦、勒佩克。

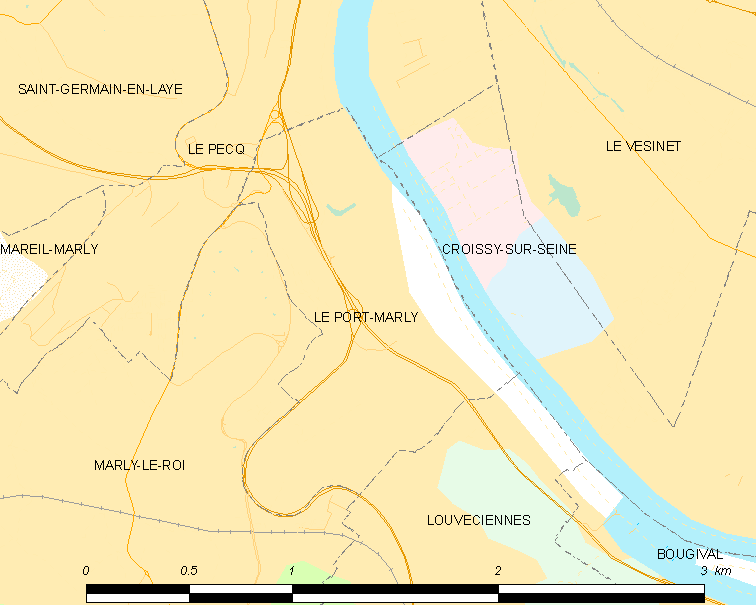
马尔利港的OSM定位图

马尔利港的时区为UTC+01:00、UTC+02:00（夏令时）。

## 行政
马尔利港的邮政编码为78560，INSEE市镇编码为78502。

## 政治
马尔利港所属的省级选区为沙图县。

## 人口

1962-2008年间马尔利港人口变化图示

马尔利港于2022年1月1日时的人口数量为5583人。